# 플루스 울트라

스페인의 국장

플루스 울트라(라틴어: Plus ultra, 라틴어 발음: [pluːs ˈʊltraː], 스페인어 발음: [plus ˈultɾa])는 라틴어로 "보다 더 멀리 나아가다", "이상을 향해서"의 의미를 갖음)는 스페인의 표어이다. 신성 로마 제국의 군주였던 카를 5세가 좌우명으로 삼던 말을 후에 국가 모토로 삼은 것에 해당한다.
1985년 카를 5세에 대한 연구저서를 발표한 얼 로즌솔(Earl Rosenthal)에 따르면, 이것은 헤라클라스와 관련된 그리스 로마 신화와 관련된 것으로서 지브롤터 해협과 연관되어 있다고 한다. 본래 지브롤터 해협에는 헤라클레스의 기둥이라 불리는 두 개의 바위가 있었는데, 여기에는 '논 풀루스 울트라(라틴어: non plus ultra)', 즉 '더 이상은 없다/더 나아갈 수 없음)'을 의미하는 경고성 문구가 새겨져 있었다.  따라서 플루스 울트라는 '위험을 감수하고도 발전과 성장을 위해 노력할 것'을 은유적으로 암시하는 것이라 할 수 있다.

## 카를 5세

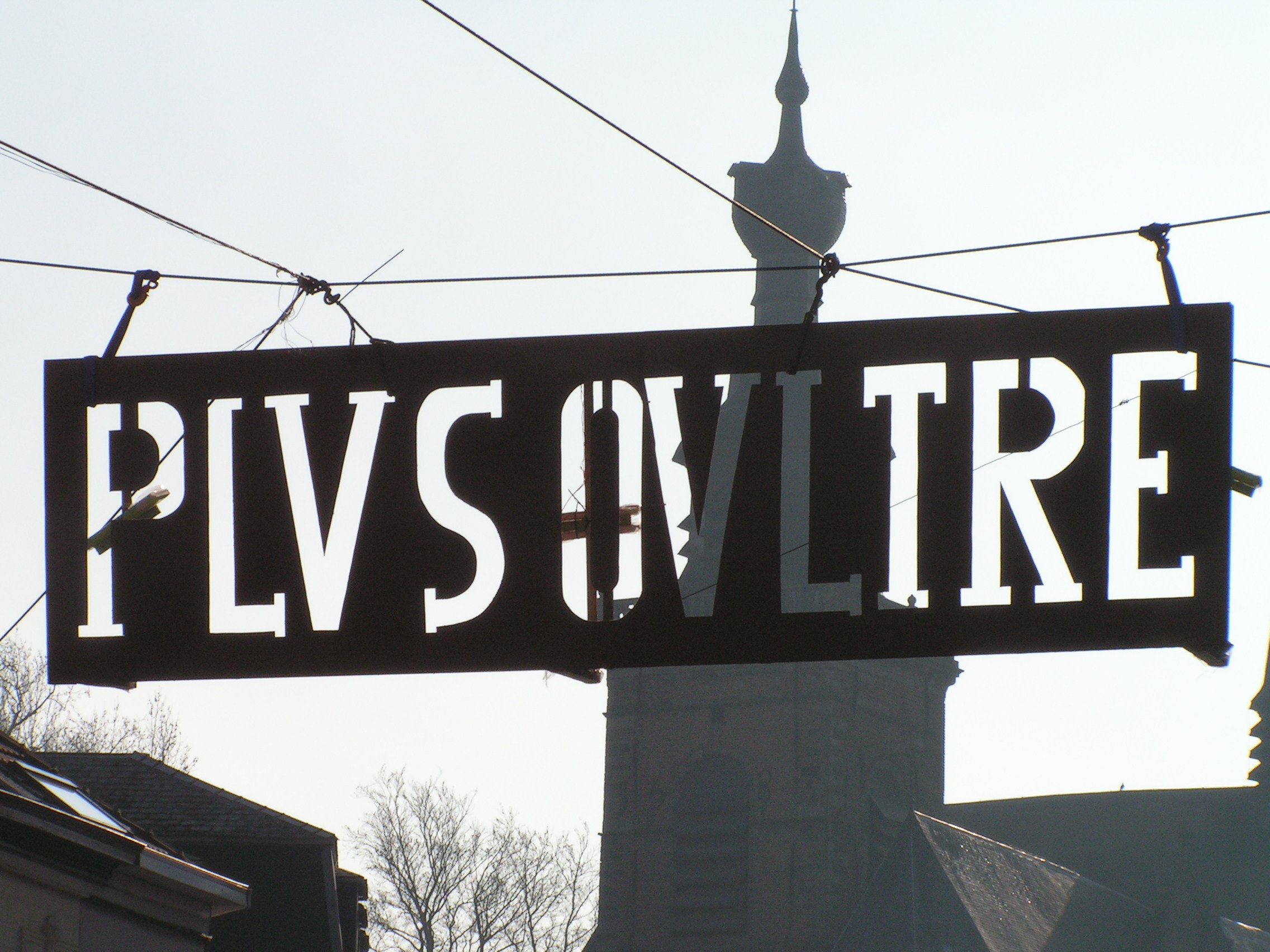
벨기에의 뱅슈

일설에 따르면 카를 5세는 자신의 좌우명을 어렸을 적 함께하던 스승이자 외과 의사이던 루이지 마를리아노의 충고에 따라 결정했다고 한다. 루이지는 왕자가 고대의 경고 따위는 버리고 위기를 무릅쓰며 도전하는 군주가 되길 바랬다고 한다. 신성 로마 제국의 군주로서 그는 플랑드르의 헨트에서 탄생했으며 이에 따라 이 지역에서도 그의 좌우명이 널리 사용되고 있다. 일상생활에서는 국적을 초월한 행위나 업적을 지칭하는 말로 쓰인다. 이는 카를 5세 제위 동안 그가 넓힌 식민지 면적이 방대했기 때문이다.

## 스페인
카를 5세의 좌우명은 그가 아라곤, 카스티야 두 지역의 왕으로 군림하게 된 1500년대 초부터 널리 알려지기 시작했다. 시간이 지나면서 합스부르크 스페인 왕가의 문장이 되었으며 스페인 달러에도 나타났다. 특히 표어의 속뜻때문에 개척자 역할을 수행하는 항해자들 사이에서 널리 쓰였으며 신대륙으로 항해하려는 의지를 북돋기 위해 즐겨 쓰게 됐다. 오늘날에 문장은 헤라클레스의 기둥과 함께 스페인 국기에도 새겨져 있다.

## 같이 보기
- A.E.I.O.U.
- 나라 표어 목록